# Mirotinski
Mirotinski (en rus: Миротинский) és un poble (un possiólok) de l'óblast de Tula, a Rússia, segons el cens del 2010 tenia 362 habitants.